# Comuna Măceșu de Sus, Dolj
Măceșu de Sus este o comună în județul Dolj, Oltenia, România, formată numai din satul de reședință cu același nume.

## Demografie
Componența etnică a comunei Măceșu de Sus
     Români (91,64%)
     Alte etnii (8,36%)
Componența confesională a comunei Măceșu de Sus
     Ortodocși (90,72%)
     Alte religii (0,74%)
     Necunoscută (8,55%)
Conform recensământului efectuat în 2021, populația comunei Măceșu de Sus se ridică la 1.088 de locuitori, în scădere față de recensământul anterior din 2011, când fuseseră înregistrați 1.348 de locuitori. Majoritatea locuitorilor sunt români (91,64%). Din punct de vedere confesional, majoritatea locuitorilor sunt ortodocși (90,72%), iar pentru 8,55% nu se cunoaște apartenența confesională.

## Politică și administrație
Comuna Măceșu de Sus este administrată de un primar și un consiliu local compus din 9 consilieri. Primarul, Ciprian-Marian Nicu[*], de la Partidul Național Liberal, este în funcție din 1 noiembrie 2024. Începând cu alegerile locale din 2024, consiliul local are următoarea componență pe partide politice:
|  | Partid                    | Consilieri | Componența Consiliului | Componența Consiliului | Componența Consiliului | Componența Consiliului | Componența Consiliului |
|  | ------------------------- | ---------- | ---------------------- | ---------------------- | ---------------------- | ---------------------- | ---------------------- |
|  | Partidul Social Democrat  | 5          |                        |                        |                        |                        |                        |
|  | Partidul Național Liberal | 4          |                        |                        |                        |                        |                        |